# (16135) Ivarsson
(16135) Ivarsson (1999 XY104) – planetoida z pasa głównego asteroid okrążająca Słońce w ciągu 4,69 lat w średniej odległości 2,8 j.a. Odkryta 9 grudnia 1999 roku.